# Macon County, Illinois
Macon County är ett administrativt område i delstaten Illinois, USA, med 110 768 invånare.  Den administrativa huvudorten (county seat) är Decatur.

## Geografi
Enligt United States Census Bureau har countyt en total area på 1 516 km². 1 503 km² av den arean är land och 13 km² är vatten.

### Angränsande countyn
- DeWitt County - norr
- Piatt County - nordost
- Moultrie County - sydost
- Shelby County - syd
- Christian County - sydväst
- Sangamon County - väst
- Logan County - nordväst

### Orter
- Argenta
- Blue Mound
- Decatur (huvudort)
- Forsyth
- Harristown
- Long Creek
- Macon
- Maroa
- Mount Zion
- Niantic
- Oreana
- Warrensburg